# Sistema Bismarckiano

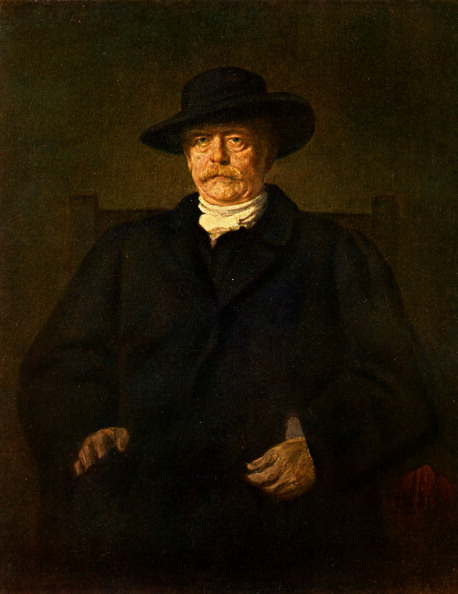
Otto von Bismarck havia se tornado Chanceler da Alemanha em 1871

Sistema Bismarckiano é o nome que se dá para a política externa do chanceler alemão Otto von Bismarck entre 1871 e 1890, após a Guerra Franco-Prussiana e com as últimas três guerras de unificação para a fundação do Império Alemão.
Com o sucesso da construção da nação, as condições na política externa haviam mudado fundamentalmente para Bismarck. O Império Alemão surgiu como uma nova potência europeia, devido a expansão militar do Reino da Prússia. Bismarck sabia que a Europa temia ser levada pela expansão alemã, mas como ele disse: foi somente para "saturar" a Alemanha de mais reivindicações territoriais. Isto foi confirmado em um projeto que o Reichstag submeteu em março de 1871 para a aprovação. Assim, "o novo espírito de um império faz seu povo suspender a condição militar apenas para a defesa, invariavelmente de como é mostrada as obras em período de paz. [...] Os dias de intromissão na vida interna de outros povos, esperam o retorno de qualquer pretexto para tê-los de qualquer forma". Com os sistemas de alianças, o novo império deveria ser excluído de qualquer guerra, se possível.

## Primórdios

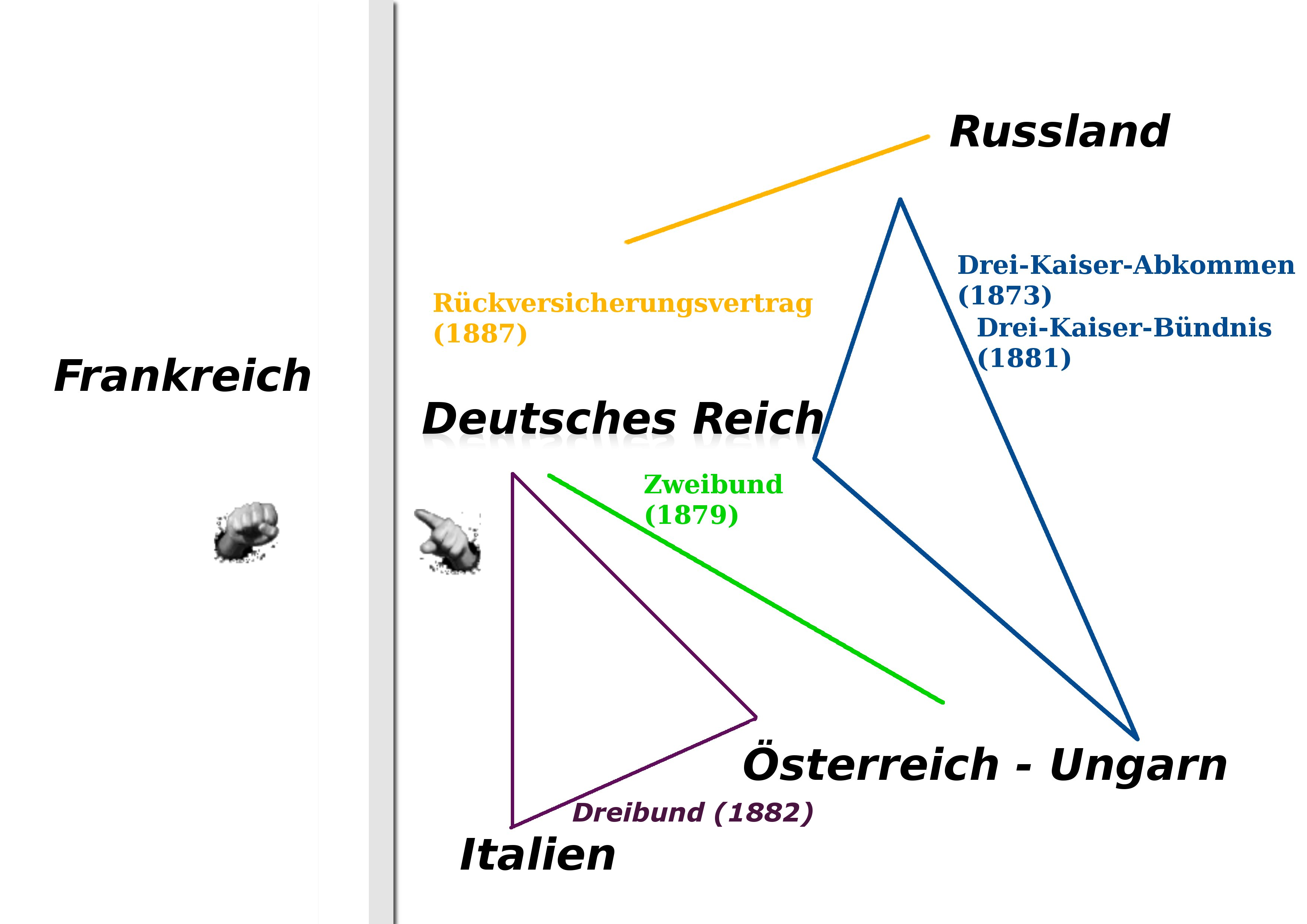
Sistema elaborado por Bismarck para isolar a França

Após a vitória sobre a França em 1871, Bismarck queria proteger o Reich alemão na política externa e isolar a França.
O primeiro passo de Bismarck nesse sentido foi a conclusão da Liga dos Três Imperadores entre a Áustria-Hungria, Império Russo e o Império Alemão em 1873. Este acordo deveria servir principalmente para a paz entre as três potências, mas assim que o lado alemão realiza uma aliança com a Rússia, a mesma faz um pacto com a França. Para Bismarck foi crucial para impedir uma guerra de duas frentes.
Uma guerra de duas frentes era considerada uma solução alternativa pela Rússia e o Império Britânico para conter a ameaça de um possível ataque preventivo alemão contra a França durante a Krieg-in-Sicht-Krise em 1875. Das conclusões dessa crise, uma é a mudança de foco da política externa e da diplomacia. Em uma referência de Bismarck em 1877 ditada por Henry Kissinger, argumenta de uma situação real que dê resultados gerais: "...em que todos exijam a nossa força para manter a França fora de coalizões contra nós, por isso as relações uns com os outros precisam de uma reformulação mais prática o quanto possível".

## Congresso de Berlim

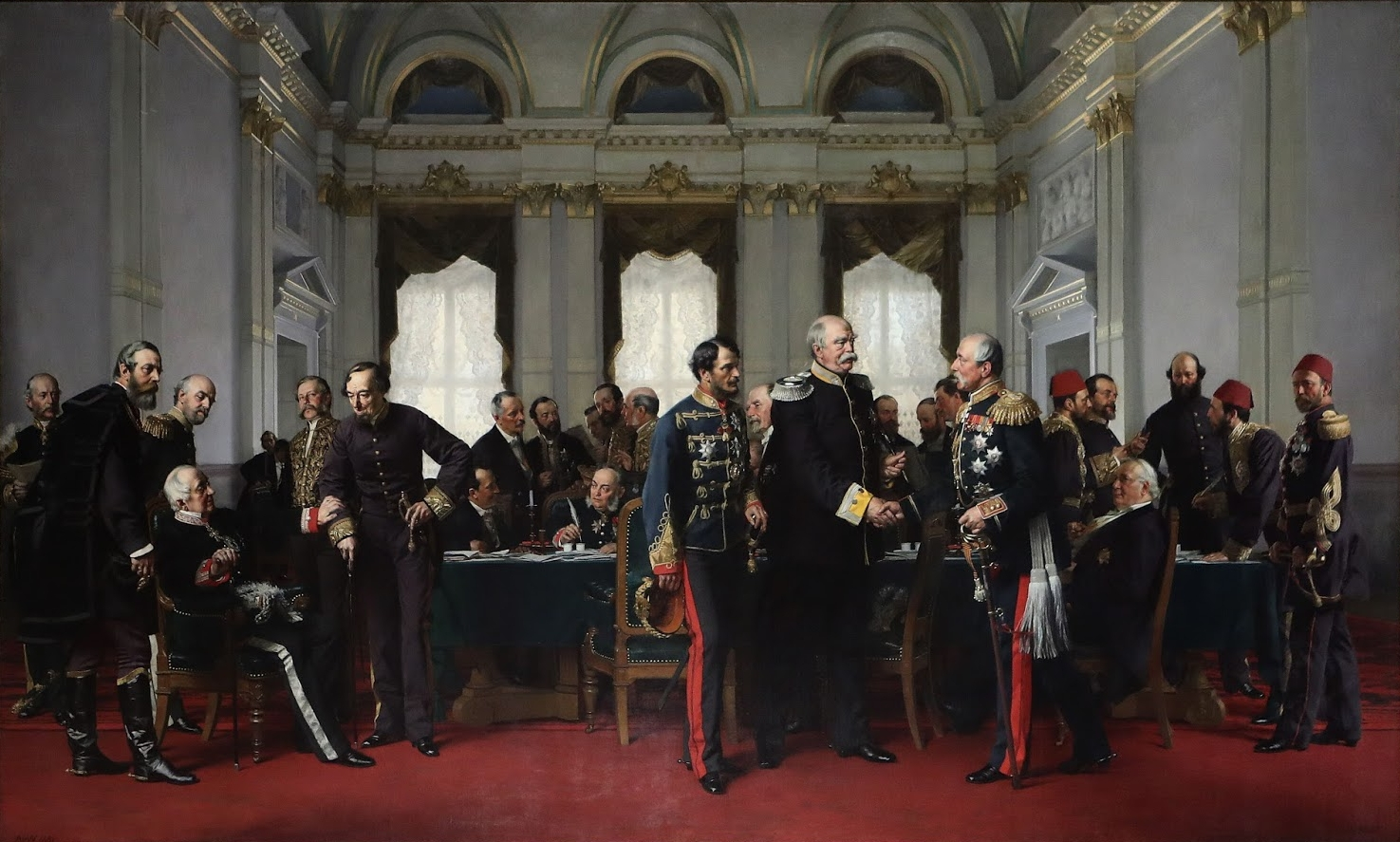
Sessão de encerramento do Congresso de Berlim (pintura de Anton von Werner). Bismarck (centro frontal), entre o embaixador austríaco Gyula Andrássy (à esquerda) e o embaixador russo Shuvalov (à direita).

Em fevereiro de 1878, Bismarck se apresentou no Congresso como um "intermediário honesto" para as negociações de paz entre os contendores do lançamento da Crise dos Balcãs, criado para persuadir a Guerra russo-turca.
Este assim chamado Congresso de Berlim foi realizado sobre a proposta do ministro russo dos Negócios Estrangeiros na Alemanha, pois não era somente o Império Alemão que estava perseguindo um interesse pessoal nos Balcãs, "...há somente ossos apenas [...] mas nenhum único mosqueteiro da Pomerânia ficará desamparado.", como Bismarck declarou em dezembro de 1876. Assim, a Alemanha tornou-se uma mediadora adequada para todas as potências europeias participantes.
O Congresso de Berlim é frequentemente visto como um ponto culminante na "Batalha de Chanceleres", envolvendo Alexander Gorchakov da Rússia e Otto von Bismarck da Alemanha. Eles foram capazes de persuadir eficazmente aos outros líderes das potências europeias que uma Bulgária livre e independente iria melhorar muito a situação de segurança do Império Otomano que já a partir desta época começava a se desintegrar. De acordo com o historiador alemão Erich Eyck, Bismarck apoiou a persuasão da Rússia de que "o domínio turco sobre a comunidade cristã na Bulgária foi um anacronismo que sem dúvida deu origem à insurreição e o derramamento de sangue na região e que deveria ser cessado o mais rapidamente". A Grande Crise Oriental de 1875 serviu como prova da crescente animosidade na região.
O objetivo final de Bismarck durante o Congresso de Berlim era de não perturbar o status da Alemanha na política internacional. Ele não queria dissolver a Liga dos Três Imperadores, escolhendo entre a Rússia ou a Áustria-Hungria como aliado. A fim de manter a paz na Europa, Bismarck procurou convencer aos outros diplomatas europeus a dividirem os Bálcãs, de modo a promover uma maior estabilidade. Durante o processo de divisão, a Rússia começou a se sentir desconfortável, mesmo que eventualmente, a Bulgária ganhasse a independência. Pode-se ver, portanto, os fundamentos dos problemas das alianças na Europa antes da Primeira Guerra Mundial. Uma razão da qual, Bismarck foi capaz de mediar as várias tensões presentes no Congresso de Berlim, provindo de sua persona diplomática. Ele viu a situação da Europa como favorável para a Alemanha, portanto, qualquer conflito entre as grande potências europeias contra o status quo não ameaçavam diretamente aos interesses alemães. E no Congresso de Berlim, "a Alemanha não poderia procurar vantagem com estas crises" que haviam acontecido nos Bálcãs por volta de 1875. Como resultado, Bismarck afirmou sua imparcialidade em nome da Alemanha no Congresso. Esta afirmação lhe permitiu presidir as negociações com um "olho afiado" para o "jogo sujo".
Embora a maior parte da Europa entrasse no Congresso esperando um "espetáculo diplomático" muito parecido com o Congresso de Viena, estavam muito enganados. Bismarck, infeliz com a organização do Congresso, tinha um pavio curto e uma baixa tolerância para com os manipuladores. Assim, qualquer arrogância era interrompida pelo irritado chanceler alemão. Os embaixadores dos pequenos territórios britânicos cujo destino estava sendo decidido, não foram autorizados a participarem das reuniões diplomáticas, pois estas reuniões estavam restritas somente para as grandes potências.
De acordo com Henry Kissinger, o Congresso viu uma mudança na Realpolitik de Bismarck. Até então, a Alemanha tornou-se poderosa demais para o isolamento, no entanto, manteve a Liga dos Três Imperadores. Agora, Bismarck já não podia manter mais sua aliança com a Rússia, quando a mesma começou a formar relações com muitos dos potenciais inimigos da Alemanha.

## O equilíbrio do poder político

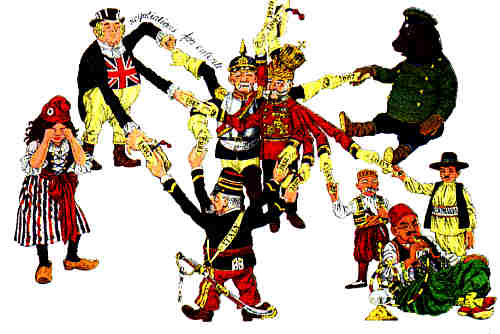
Representação caricatural da política de alianças de Bismarck: Todas as grandes potências estão ligadas à Alemanha, apenas a França (representada por Marianne) permanece marginalizada.

Sob a nova política proposta por Bismarck no Congresso de Berlim, os princípios de um equilíbrio de poder político foi formulado. No entanto, inicialmente foi difícil envolver a Rússia no equilíbrio, pois havia saído vitoriosa da guerra, o Congresso de Berlim teve que desistir do acesso ao Mar Egeu. O czar russo Alexander II havia sido desacreditado de Bismarck, e achava que Bismarck não permaneceria neutro nas negociações, quando isso aconteceu, o czar expressou a sua raiva na chamada expressão carta-tapa. Além de promover os movimentos republicanos no interior francês e dificultar a realização de alianças por parte da França com as grandes potências europeias, Bismarck criou um sistema de alianças internacionais. Habitualmente se dividem os sistemas bismarckianos em três períodos cronológicos, nos quais, com um exato jogo de alianças militares de acordo com os acontecimentos europeus, Bismarck buscou o isolamento e o retardamento do rearme por parte da França.
O primeiro período envolve os anos entre 1871 e 1878. A denominada, Liga dos Três Imperadores, na qual a Alemanha se alia inicialmente com a Áustria-Hungria e Rússia a partir de 1873 de forma individual na que as potências se comprometiam na defesa mútua em caso de agressão por terceiros, assim como o apoio bélico se Alemanha atacasse a um terceiro país. Entre a Áustria-Hungria e Rússia se criava uma Entente que apenas contemplava o aspecto defensivo diante de uma agressão exterior. Este sistema terminou com a Guerra russo-turca de 1877-1878.
Após a conclusão do Congresso de Berlim que dava um fim a guerra balcânica em 1878, Bismarck promove um segundo sistema de alianças no que diz respeito a Itália. Esta aliança entraria em vigor em 1887, no mesmo ano em que se revisa, dando origem ao terceiro sistema.
Diante dos acontecimentos europeus, especialmente na Península Balcânica e para deter a expansão russa na zona da costa do Império Otomano, a Grã-Bretanha entra em uma aliança do segundo sistema (Entente do Mediterrâneo), que manteve o status quo e defendeu a debilitada posição turca no mediterrâneo oriental.

### Aliança Dual
Bismarck formou em 1879 com a Áustria-Hungria a Aliança Dual, a primeira de várias outras alianças, que ele iria seguir. A Dupla Aliança estipulava que se um ataque russo acontecesse em uma parte, a outra deve seguir com tudo o que possui para ajudar um exército em crise, mas não em um ataque na Alemanha e na Áustria-Hungria, mas sim a uma outra potência, pelo menos recorrendo a alternativa de neutralidade benevolente. A relação entre Rússia e a Áustria-Hungria entrou em crise devido às crises nos Balcãs e do Pan-eslavismo preso na Rússia devido a sua exploração dos eslavos que moravam na Áustria-Hungria.

### Liga dos Três Imperadores
Após ser concluída a Dupla Aliança entre a Alemanha e a Áustria-Hungria, Bismarck tentou novamente relações mais estreitas entre Berlim e São Petersburgo. O czar russo Alexandre II percebeu que esta aliança debilitou e tornou limitado o seu poder entre as duas potências, assim concordando em segredo em um tratado de neutralidade com as potências. Em 1881 foi criada a "Liga dos Três Imperadores", acordado que se um dos três Estados se envolvessem em uma guerra com uma aliança com outra potência, não devem tomar partido entre as duas que permaneceram e deve tomar uma neutralidade benevolente. Além disso, a Alemanha e a Áustria-Hungria não apoiariam a Grã-Bretanha em uma guerra contra a Rússia, ao contrário, a Rússia e a Áustria-Hungria haveriam que ser envolvidas em uma guerra contra a França para declararem uma neutralidade benevolente. Isto incluiu uma aliança franco-russa contra a Alemanha e/ou Áustria-Hungria.
Também foi observado no acordo, que podem ser alterados se ocorressem futuras mudanças no poder político nos Balcãs. Depois da Guerra servo-búlgara de 1885, a intervenção por parte da Sérvia, sem consulta à Rússia propiciou um momento de discórdia com a Áustria-Hungria, quebrando assim a Liga dos Três Imperadores entre 1885 e 1886.

### Tríplice Aliança
A Itália, devido aos seus interesses coloniais na Líbia entrou em desacordo com a França, que tinha fortes interesses no norte africano. O resultado foi que a Itália se aproximou das forças da Aliança Dual. Em 1882, a Itália, junto com a Alemanha e Áustria-Hungria formaram uma aliança defensiva contra a França, a chamada Tríplice Aliança. Os três países, portanto, forneceriam proteção e ajuda mútua em caso de um ataque francês. Um ano mais tarde a Romênia aderiu à Tríplice Aliança. A Tríplice Aliança foi renovada a cada cinco anos até que ela se quebrou com a adesão da Itália à Entente durante a Primeira Guerra Mundial.

### Entente do Mediterrâneo
Em 1887, Bismarck promoveu a conclusão do acordo da Entente do Mediterrâneo, entre a Grã-Bretanha, Itália, Espanha e Áustria-Hungria. Este previa devolver o status quo ao Mediterrâneo. Tolerando a expansão inglesa no Egito e a expansão italiana na Líbia. O Império Alemão levou ao desenvolvimento deste acordo, levando a Grã-Bretanha para uma Tríplice Aliança. Além disso, o Império Otomano deveria ser protegido do expansionismo russo.

### Tratado de Resseguro
Após a conclusão dos sistemas de alianças de Bismarck, se formou o Tratado de Resseguro. Em 1887, o rompimento da Liga dos Três Imperadores deu um fim à crise búlgara, e formulou um tratado secreto entre a Alemanha e a Império Russo, um acordo de neutralidade de um eventual ataque não provocado da Áustria-Hungria sobre a Rússia e da mesma sobre a França, assim o Reich Alemão reconheceu os interesses do Império Russo no estreito turco e na Bulgária. Este tratado foi realmente contrário à Entente do Mediterrâneo.

## Após a demissão de Bismarck

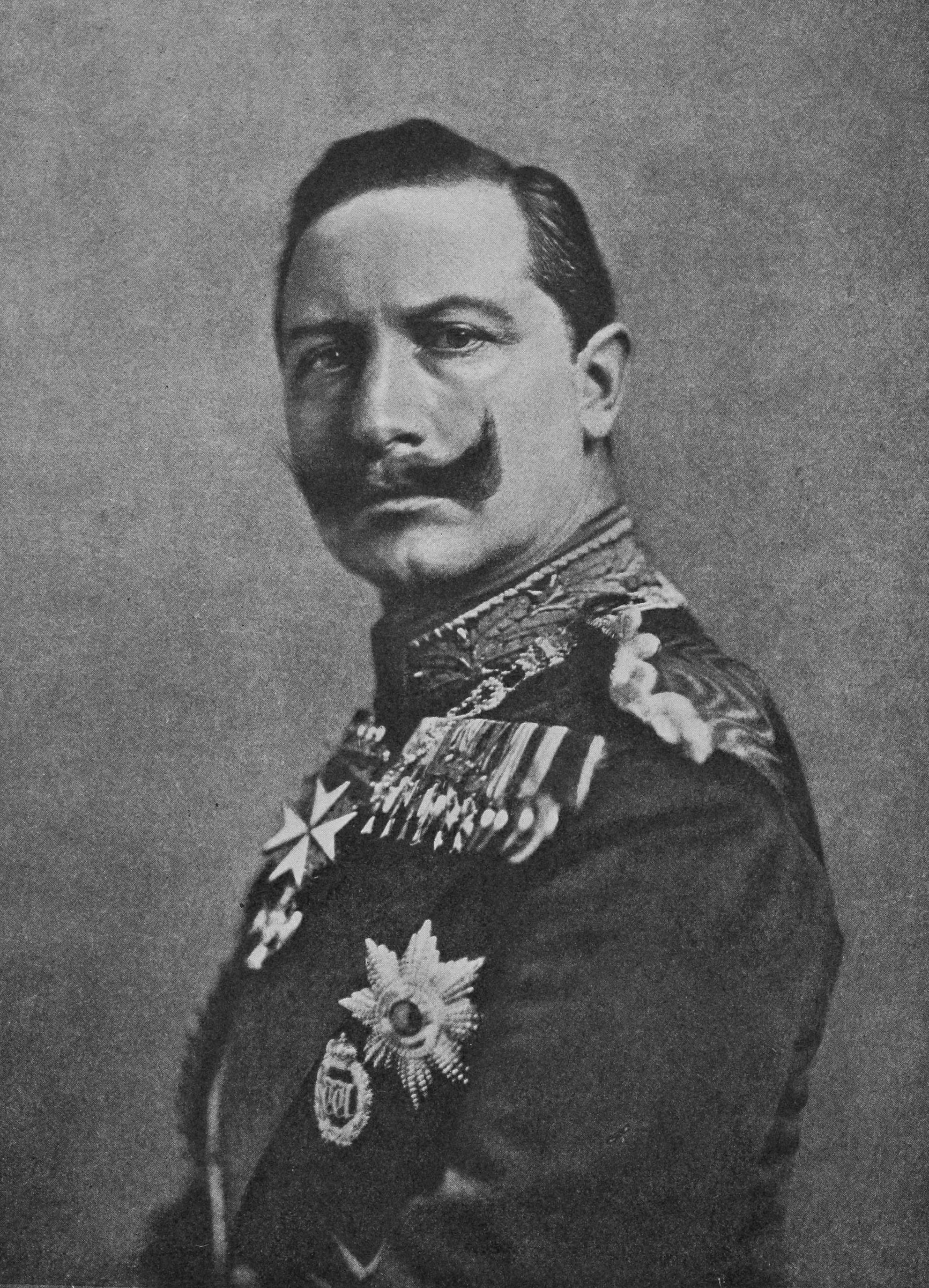
Kaiser

Com a demissão de Bismarck em 1890, o seu sistema de alianças se desintegrou em um curto espaço de tempo. Em contraste com o seu perfil de "conservador realista", Bismarck levou ao jovem Kaiser Guilherme II a fazer uma provocação com "políticas de mão livre", programadas para levar a Alemanha ao palco da política mundial.
Em 1890, o Tratado de Resseguro não foi renovado, apesar do grande interesse da Rússia, o país firmou um acordo com a França em 1894, a Aliança Franco-Russa. Este se tornou o "pesadelo" de Bismarck, que havia julgado em manter as duas potências em rivalidade, esta aliança abriria uma guerra em duas frentes.
Também a relação com a Grã-Bretanha deteriorou-se quando a frota política de Guilherme II levou uma aproximação britânica para o seu arqui-inimigo a França em 8 de abril de 1904, formando uma aliança anglo-francesa, a Entente Cordiale. Após a adesão da Rússia para esta aliança (que acabou formando a Tríplice Entente), a estrutura do Império Alemão para controlar as grandes potências alcançado por Bismarck para manter a França fora do sistema havia sido desintegrada completamente.
A demissão de Bismarck levou ao Kaiser Guilherme II a elaborar políticas agressivas para lançar a Alemanha como uma nova potência mundial. Estas políticas se basearam principalmente na corrida armamentista o que gerou tensões contra seus antigos aliados, estas tensões acumuladas  provocariam mais tarde a Primeira Guerra Mundial.
Durante a Primeira Guerra Mundial, o aliado do Império Alemão, o Reino da Itália havia trocado de lado, assim levando ao detrimento da Alemanha e da Áustria-Hungria, que no resultado disto, a Itália obteve grandes áreas da Áustria-Hungria como prometidos no Tratado de Londres em 1915.